# Piragüisme als Jocs Olímpics d'estiu de 1992
Als Jocs Olímpics d'Estiu de 1992 celebrats a la ciutat de Barcelona (Catalunya) es disputaren 16 proves de piragüisme, reintroduint-se novament la competició d'eslàlom en aigües braves després de 20 anys d'absència des dels Jocs Olímpics d'estiu de 1972 celebrats a Múnic.
Es realitzaren 12 proves en aigües tranquil·les, nou en categoria masculina i tres en categoria femenina; i 4 proves d'eslàlom, tres en categoria masculina i una en categoria femenina. La competició tingué lloc entre els dies 1 i 8 d'agost de 1992 al Canal Olímpic de Castelldefels (Castelldefels) pel que fa a la competició en aigües tranquil·les i al Parc Olímpic del Segre (la Seu d'Urgell) pel que fa a les aigües braves.
Hi participaren un total de 440 piragüistes, 335 homes i 105 dones, de 46 comitès nacionals diferents.

## Resum de medalles

### Aigües tranquil·les

#### Categoria masculina
| Prova              | Or                                                                       | Argent                                                              | Bronze                                                               |
| C-1 500 m Detalls  | Nikolai Bukhalov                                                         | Mikhailo Slivinski                                                  | Olaf Heukrodt                                                        |
| C-1 1000 m Detalls | Nikolai Bukhalov                                                         | Ivans Klementjevs                                                   | György Zala                                                          |
| C-2 500 m Detalls  | Equip UnificatDmitri Dovgalenok Aleksandr Maseikov                       | AlemanyaUlrich Papke · Ingo Spelly                                  | BulgàriaMartín Màrinov · Blagovest Stoyanov                          |
| C-2 1000 m Detalls | AlemanyaUlrich Papke · Ingo Spelly                                       | DinamarcaChristian Frederiksen · Arne Nielsson                      | FrançaDidier Hoyer · Olivier Boivin                                  |
| K-1 500 m Detalls  | Mikko Kolehmainen                                                        | Zsolt Gyulai                                                        | Knut Holmann                                                         |
| K-1 1000 m Detalls | Clint Robinson                                                           | Knut Holmann                                                        | Greg Barton                                                          |
| K-2 500 m Detalls  | AlemanyaKay Bluhm · Torsten Gutsche                                      | PolòniaMaciej Freimut · Wojciech Kurpiewski                         | ItàliaBruno Dreossi · Antonio Rossi                                  |
| K-2 1000 m Detalls | AlemanyaKay Bluhm · Torsten Gutsche                                      | SuèciaKalle Sundqvist · Gunnar Olsson                               | PolòniaGrzegorz Kotowicz · Dariusz Białkowski                        |
| K-4 1000 m Detalls | AlemanyaMario von Appen · Oliver Kegel · Thomas Reineck · André Wohllebe | HongriaFerenc Csipes · Zsolt Gyulay · Attila Ábrahám · László Fidel | AustràliaRamon Andersson · Kelvin Graham · Ian Rowling · Steven Wood |

#### Categoria femenina
| Prova             | Or                                                              | Argent                                                                     | Bronze                                                                    |
| K-1 500 m Detalls | Birgit Schmidt                                                  | Rita Köbán                                                                 | Izabela Dylewska                                                          |
| K-2 500 m Detalls | AlemanyaRamona Portwich · Anke von Seck                         | SuèciaAgneta Andersson · Susanne Gunnarsson                                | HongriaRita Köbán · Éva Dónusz                                            |
| K-4 500 m Detalls | HongriaRita Köbán · Éva Dónusz · Erika Mészáros · Kinga Czigány | AlemanyaKatrin Borchert · Ramona Portwich · Birgit Schmidt · Anke von Seck | SuèciaAnna Olsson · Agneta Andersson · Maria Haglund · Susanne Rosenqvist |

### Eslàlom

#### Categoria masculina
| Prova       | Or                                         | Argent                                    | Bronze                                 |
| C-1 Detalls | Lukáš Pollert                              | Gareth Marriott                           | Jacky Avril                            |
| C-2 Detalls | Estats UnitsScott Strausbaugh · Joe Jacobi | TxecoslovàquiaMiroslav Šimek · Jiří Rohan | FrançaFranck Adisson · Wilfrid Forgues |
| K-1 Detalls | Pierpaolo Ferrazzi                         | Sylvain Curinier                          | Jochen Lettmann                        |

#### Categoria femenina
| Prova       | Or                       | Argent            | Bronze       |
| K-1 Detalls | Elisabeth Micheler-Jones | Danielle Woodward | Dana Chladek |

## Medaller
| Posició | País           | Or | Argent | Bronze | Total |
| 1       | Alemanya       | 7  | 2      | 2      | 11    |
| 2       | Bulgària       | 2  | 0      | 1      | 3     |
| 3       | Hongria        | 1  | 3      | 2      | 6     |
| 4       | Austràlia      | 1  | 1      | 1      | 3     |
| 5       | Equip Unificat | 1  | 1      | 0      | 2     |
| 5       | Txecoslovàquia | 1  | 1      | 0      | 2     |
| 7       | Estats Units   | 1  | 0      | 2      | 3     |
| 8       | Itàlia         | 1  | 0      | 1      | 2     |
| 9       | Finlàndia      | 1  | 0      | 0      | 1     |
| 10      | Suècia         | 0  | 2      | 1      | 3     |
| 11      | França         | 0  | 1      | 3      | 4     |
| 12      | Polònia        | 0  | 1      | 2      | 3     |
| 13      | Noruega        | 0  | 1      | 1      | 2     |
| 14      | Dinamarca      | 0  | 1      | 0      | 1     |
| 14      | Letònia        | 0  | 1      | 0      | 1     |
| 14      | Regne Unit     | 0  | 1      | 0      | 1     |